# Yo que he servido al rey de Inglaterra
Yo que he servido al rey de Inglaterra es una novela escrita por Bohumil Hrabal, publicada en 1971. Este libro narra la vida de un pequeño camarero checo que descubre a una temprana edad el poder del dinero y aspira a su disfrute. Observando a los clientes de los diferentes hoteles por los que le lleva su ascendente carrera, comprende cómo el dinero brinda admiración, impunidad, mujeres y elegancia. 

## Contexto
1933:
- El Partido Nazi, ahora en el poder en Alemania, persigue psicólogos y psiquiatras, entre otros profesionales, y buena parte de ellos migra al extranjero.
- Gandhi inicia una huelga de hambre de tres semanas, en protesta por la represión de los parias por los ingleses.

1934: 
- Adolf Hitler se convierte en Presidente de Alemania al morir Paul von Hindenburg, en virtud de una ley aprobada el día anterior.
- El 13 de noviembre el poeta peruano José Santos Chocano es asesinado en Santiago de Chile.

1935:
- El gobierno de Hitler transmite programas televisivos.
- Bob Smith de Akron, Ohio, Estados Unidos funda Alcohólicos Anónimos. Su formato de reuniones en grupo y programa de 12 pasos sirve de modelo para grupos terapéuticos de soporte mutual.

1937
- Bombardeo alemán a solicitud del dictador español Francisco Franco de la ciudad de Guernica, destruyó el 70% de los edificios y mató más de 1000 de sus 7000 habitantes.
- Muere Horacio Quiroga, uno de los mayores cuentistas latinoamericanos.

1945
- Fin de la Segunda Guerra Mundial. Estados Unidos lanza bombas atómicas en las ciudades de Hiroshima y Nagasaki, provocando destrucción masiva y la rendición de Japón.
- Benito Mussolini y su amante Clareta Petacci son juzgados sumariamente, ejecutados y colgados públicamente.
- Hitler y su amante Eva Braun (con la que contrajo matrimonio un par de días antes) se suicidaron.

1958
- Pelé (Edson Arantes do Nascimento) alcanza la fama a los 17 años y lleva a Brasil al campeonato mundial.

## Argumento
Pese a la aparente contradicción entre sus aspiraciones y su humilde trabajo, el pequeño protagonista, no cae en ningún momento en el desaliento sino que prospera, de hotel en hotel y de ciudad en ciudad, hasta llegar a uno de los más lujosos establecimientos de Praga. Sin embargo, su carrera no finaliza en este punto, sino que, en sucesivos avatares construye su propio hotel, envidia de todos los hoteleros de Checoslovaquia y media Europa.
El éxito ha llegado a su vida pero no todo parece encajar. Su condición de millonario no le abre las puertas de la gran clase, sus orígenes humildes y el modo en que logra la fortuna le acarrean odios y envidias. La soledad es lo único que el dinero le ha garantizado. Sus intentos por congraciarse con sus colegas durante el periodo comunista no logran el resultado querido y finalmente decide retirarse al paisaje más remoto que haya en el país.
Como contexto histórico, se van sucediendo acontecimientos de la historia checa, desde la Ocupación Nazi y la consiguiente Lucha de Resistencia, al Periodo Comunista. Estos hechos tan desgraciados, son narrados por Hrabal con un total desenfado de modo que, sin ocultar los aspectos más trágicos, el tono de la narración nunca se torna pesaroso. Quizá una de las mejores imágenes de toda la novela sea la parábola de la ocupación comunista reflejada en el encarcelamiento de los millonarios y la vida que llevan en prisión, conviviendo con sus guardianes. Escenas como esta, mezcla de ternura y surrealismo, son las que, a mi entender, dan la medida de la novela y de la riqueza literaria del autor.
Por ello, lo más destacable de la novela es el tono de la misma. El protagonista se ve envuelto en historias totalmente inverosímiles que asume con plena naturalidad. Sea una comida servida para el rey de Abisinia, un concierto a media noche en una aldea perdida o un niño cuya obsesión es martillear clavos, lo absurdo acaba por imponer su fuerza convirtiendo a los personajes en meros actores-títeres.
El protagonista de la novela es un personaje complejo que comienza como una persona de tremendas ambiciones y numerosas tretas para salvar su escasez de recursos, al modo de la tradición picaresca española, y acaba como una mezcla de Sancho Panza y don Quijote, mediando entre los sueños imposibles y el descubrimiento de la realidad velada. Esta tensión se va poniendo de manifiesto de manera gradual a lo largo de las páginas del libro de manera magistral, acabando por cerrar un círculo imposible.
Se observa paralelismo con la obra de su compatriota Jaroslav Hašek El buen soldado Švejk en su forma de novela bizantina por entregas en la que de un modo u otro el protagonista lucha por alcanzar su destino y no lo consigue. Tampoco la escritura de Hrabal, escapa de la comparación con la obra de Kafka. Es posible relacionar “Yo que he servido al Rey de Inglaterra” con “América”, en su dimensión dickensiana, sin el mismo tono ni intención. Quizá sea en los pequeños cuentos de Kafka, en los que lo imposible es asumido como real, donde podemos encontrar una escritura similar a la de Hrabal (o viceversa). Por ello, y para hacer justicia a ambos, es preferible no tratar de forzar comparaciones.

Bohumil Hrabal es un autor clave en el mundo centroeuropeo surgido tras la Segunda Guerra Mundial y su modo de escribir nos enseña, desde una perspectiva diferente, cómo afronta el hombre estos nuevos cambios y, por tanto, qué hay de permanente en él, cuál es su esencia. Su humanismo se pone de manifiesto en el cuidado con que trata a sus personajes y el respeto que siente por los mismos. La elección en sus obras de un tono sencillo, humorísticos en algunos casos, no nos debe llevar a engaño sobre la trascendencia de los temas que plantea.

## Adaptaciones
Yo serví al rey de Inglaterra
- Nacionalidad: 	República Checa-Eslovaquia
- Género:	Comedia
- Duración: 	120 m.
- T. original: 	Obsluhoval Jsem Anglického Krále
- Dirección: 	Jirí Menzel
- Intérpretes

1. Ivan Barnev (Jan Dite, joven)
2. Oldrich Kaiser (Jan Dite, adulto)
3. Julia Jentsch (Liza)
4. Martin Huba (Skeivánek)
5. Marián Labuda (Walden)

- Guion: 	Jirí Menzel
- Fotografía: 	Jaromír Sofr
- Música: 	Ales Brezina
- Montaje: 	Jirí Brozek